# Xenophidion
Xenophidion (лат.) — род змей, выделяемый в монотипное семейство Xenophidiidae. Включает два вида, обитающих в Сундаланде на территории Малакки, Суматры и Калимантана. Представители рода известны по единичным находкам, потому об образе их жизни известно мало.

## Внешний вид и строение
Являются небольшими змеями длиной до 35 см со сжатым с боков телом и коротким хвостом. Голова не отделена от шеи. Межносовые щитки слиты с носовыми. Предлобные щитки сильно увеличены и являются самыми крупными щитками на голове. Явно различимые теменные щитки отсутствуют. На большинстве щитков головы, особенно на губных, имеется множество чувствительных сосочков. Туловищные чешуи килеватые, без апикальных ямок, расположены в 23 ряда. но их количество уменьшается кзади. Брюшные щитки уже туловища. Анальный и подхвостовые щитки неразделённые.
Предчелюстная кость без зубов. Верхнечелюстная кость с длинным заострённым нёбным отростком и широким и тонки наружнокрыловидным отростком. Наружнокрыловидная кость почти контактирует с верхнечелюстной, доходит до её середины. Зубы на верхнечелюстной, нёбной и крыловидной костях мелкие, слегка изогнутые, без бороздок. Зубная кость с изогнутым передним концом, крупным клыковидным зубом, отделённым от задних зубов диастемой. Венечный отросток отсутствует. Тазовый пояс отсутствует. Тимус парный. Трахейное лёгкое хорошо развито. Левое лёгкое редуцировано.

## Таксономия и ареал
Род был описан в 1995 году по двум экземплярам змей, обнаруженных в Малайзии. Первый из них был обнаружен в 1988 году немецким герпетологом-любителем Кристианом Шефером в дождевом лесу в 20 км к северу от Куала-Лумпур (Малайзия). В 1993 году он был передан в берлинский Зоологический музей. Сотрудники музея, Райнер Гюнтер и Ульрих Мантей, не смогли отнести его к какому-либо известному таксону змей, и решили описать его как новый вид. Оказалось, что в коллекции Филдовского музея естественной истории имелся неопределённый экземпляр змей, схожий с собранным Шефером. В ходе последующего сравнения выяснилось, что они представляют собой разные виды одного рода. Экземпляр из Филдсовского музея был описан как Xenophidion acanthognathus, и стал типовым видом рода. Родовое название было образовано от др.-греч. ξένος «неизвестный, странный» и ὀφίδιον «змейка». Видовой эпитет acanthognathus (от др.-греч. ἄκανθα, «шип» и γνάθος, «челюсть») отсылает к характерной особенности змей этого рода — заострённому нёбному отростку на переднем конце верхнечелюстной кости. Второй экземпляр был описан как Xenophidion schaeferi, получив название в честь К. Шефера, собравшего голотип.
По данным Reptile Database на февраль 2024 года в роде выделяют 2 вида:
- Xenophidion acanthognathus Günther & Manthey, 1995typus — известен с севера Калимантана[1].
- Xenophidion schaeferi Günther & Manthey, 1995 — известен с южной части полуострова Малакка[1].

Кроме того, 17 марта 2018 года на западе Суматры был пойман и сфотографирован представитель этого рода, вид которого определён не был в связи с тем, что змея была отпущена.